# 『GAME DIGGIN』〜ゲームアーカイブスの魅力を掘り起こせ〜
「『GAME DIGGIN』〜ゲームアーカイブスの魅力を掘り起こせ〜」（ゲームディギン ゲームアーカイブスのみりょくをほりおこせ）は、PlayStation Storeで配信されている「ゲームアーカイブス」の魅力を、タレントの鉄平、ファミ通PSP+PS3編集長のあらじ谷塚（親方）、その度呼ばれるファミ通編集部の面々の3名でプレイしてディグ（掘る）っていく動画。
ニコニコ動画とPlayStation Storeでのみ配信している。ニコニコ動画はストリーミング方式、PlayStation Storeはダウンロード方式。YouTubeにもアカウントはあるが、この動画は投稿していない。ソニー・コンピュータエンタテインメントジャパン が提供しているニコニコチャンネルである、PlayStation公式チャンネル“ぷれちゃ”に属している。PlayStation Storeのみでダイジェスト版も配信している。

## 概要
PlayStation Storeで配信されている「ゲームアーカイブス」の魅力を、タレントの鉄平、ファミ通PSP+PS3編集長のあらじ谷塚(親方)、その度呼ばれるファミ通編集部の面々の3名でプレイして紹介する動画。当初は1つの動画に2タイトルをプレイしていたが、第2弾（夏休み連続配信）以降は1つの動画に1タイトルをプレイし、3〜4タイトルを紹介程度（1本20秒前後）に鉄平が紹介するように変更された。

## 出演スタッフ

### レギュラー
- 鉄平（タレント）
- あらじ谷塚（ファミ通PSP+PS3編集長 → 週刊ファミ通）

### 準レギュラー
- ブンブン丸（週刊ファミ通）
- 佐治キクオ（週刊ファミ通）

### 出演メンバー
- 01-1 ブンブン丸（週刊ファミ通）、河合リエ（週刊ファミ通）
- 01-2 佐治キクオ（週刊ファミ通）、飯田和敏（太陽のしっぽのディレクター 兼 ゲーム作家）
- 02-1 ブンブン丸（週刊ファミ通）
- 02-2 ふじのっち（週刊ファミ通）
- 02-3 佐治キクオ（週刊ファミ通）
- 02-4 青山ガゾー（週刊ファミ通書籍編集部）
- 03-1 ブンブン丸（週刊ファミ通）
- 03-2 佐治キクオ（週刊ファミ通）
- 03-3 midi（元 週刊ファミ通 ときメモ担当）
- 03-4 河合リエ（週刊ファミ通）
- 04-1 佐治キクオ（週刊ファミ通）
- 04-2 ブンブン丸（週刊ファミ通）
- 04-3 ルパン小島（ファミ通WaveDVD 編集長）
- 04-4 飯塚正樹（アートディンク カルネージハートシリーズ ディレクター）
- 05-0 河合リエ（週刊ファミ通）
- 06-0 ブンブン丸（週刊ファミ通）
- 07-0 NAL（怒首領蜂(機体Bタイプ)全国一位スコア保持者）
- 08-0 佐治キクオ（週刊ファミ通）
- 09-0 河合リエ（週刊ファミ通）
- 10-0 ルパン小島（ファミ通WAVE 編集長）
- 11-0 佐治キクオ（週刊ファミ通）
- 12-0 ブンブン丸（週刊ファミ通）
- 13-0 ポルノ鈴木（フリーライター（元 週刊ファミ通））
- 14-0 ブンブン丸（週刊ファミ通）、七転び八百木（週刊ファミ通）
- 15-0 佐治キクオ（週刊ファミ通のライト８番）
- 16-0 松山 洋（㈱サイバーコネクトツー）
- 17-0 河合リエ（週刊ファミ通）
- 18-0 ブンブン丸（週刊ファミ通）、岩嶺豊彦（「御意見無用」シリーズ ディレクター 池袋サラこと）
- 19-0 佐治キクオ（週刊ファミ通）
- 20-0 ローリング内沢（フリーライター）
- 21-0 ブンブン丸（週刊ファミ通）
- 22-0 佐治キクオ（週刊ファミ通）
- 23-0 須永誠（スタジオ斬 代表）
- 24-0 ブンブン丸（週刊ファミ通）
- 25-0 佐治キクオ（週刊ファミ通）
- 26-0 森川幸人（株式会社ムームー）
- 27-0 佐治キクオ（週刊ファミ通）、ブンブン丸（週刊ファミ通）
- 28-0 ローリング内沢
- 29-0 外山圭一郎（SIRENシリーズ ディレクター）、大倉純也（SIRENシリーズ プランナー）、佐藤直子（SIRENシリーズ シナリオ担当）
- 30-0 渡辺訓章（パネキット 原案/プログラム）
- 31-0 コールオブ樋口（週刊ファミ通）

## 放送内容

### 第1弾 - 不定期配信
Part.I 2009年5月1日配信
プレイゲーム：アジト、ファイナルファンタジーVIIインターナショナル
Part.II 2009年5月1日配信
プレイゲーム：RAYSTORM、太陽のしっぽ

### 第2弾 - 4日連続配信（夏休み連続配信）
2009年7月28日配信 4日連続配信第一弾「経営って大変」編
プレイゲーム：できる！ゲームセンター
紹介ゲーム：ザ･コンビニ2 〜全国チェーン展開だ！〜、牧場物語 ハーベストムーン、学校をつくろう!!
2009年7月29日配信 4日連続配信第二弾「暑い夏には格闘!?」編
プレイゲーム：ファイヤープロレスリングG
紹介ゲーム：デッド オア アライブ、サイキックフォース2、BLOODY ROAR
2009年7月30日配信 4日連続配信第三弾「夏はやっぱり涼しげに」編
プレイゲーム：川のぬし釣り〜秘境を求めて〜
紹介ゲーム：アクアノートの休日 MEMORIES OF SUMER 1996、新装開店!!わんわん海物語〜三洋パチンコパラダイスDX〜、b.l.u.e. Legend of water
2009年7月31日配信 4日連続配信第四弾「祝！PCエンジン参入決定」編
プレイゲーム：高橋名人の新冒険島
紹介ゲーム：ボンバーマン'94、戦国麻雀、デビルクラッシュ

### 第3弾 - 年末連続配信
2009年12月4日配信 年末連続配信第一弾「ダークな作品をディープに遊べ!!」編
プレイゲーム：刻命館
紹介ゲーム：厄 友情談疑、ヴァンビール 吸血鬼伝説、蒼魔灯
2009年12月5日配信 年末連続配信第二弾「コタツに入って拳で語れ!」編
プレイゲーム：BOXER'S ROAD
紹介ゲーム：鉄拳2、アドヴァンスト ヴァリアブル･ジオ、FIGHTERS' IMPACT
2009年12月6日配信 年末連続配信第三弾「クリスマス直前!ゲームで女心を学べ!」編
プレイゲーム：ときめきメモリアル〜forever with you〜
紹介ゲーム：御神楽少女探偵団、幻想のアルテミス、ドリーム･ジェネレーション〜恋か?仕事か!?〜
2009年12月7日配信 年末連続配信第四弾「吹雪の夜もRPGで旅に出ろ!」編
プレイゲーム：ファイナルファンタジーVIII
紹介ゲーム：マリーのアトリエ プラス 〜ザールブルグの錬金術士〜、BAROQUE 歪んだ妄想、ダンジョンエクスプローラー

### 第4弾 - 春の連続配信
2010年3月29日配信 春の連続配信第一弾「あの時代にタイムスリップ!!」編
プレイゲーム：SHADOW TOWER
紹介ゲーム：DINO CRISIS、PC原人2、アーケードヒッツ 水滸演武
2010年3月30日配信 春の連続配信第二弾「続・ダークゲーム!!」編
プレイゲーム：蒼魔灯
紹介ゲーム：LUNATIC DAWN III、俺の屍を越えてゆけ、邪聖剣ネクロマンサー、オアシスロード
2010年3月31日配信 春の連続配信第三弾「時代劇だよ!士農工商」編
プレイゲーム：メモリアル☆シリーズ サンソフト Vor.1（いっき）、Vor.3（東海道五十三次）
紹介ゲーム：猫侍、PMS Vor.6 ONI零〜復活〜、信長秘録 下天の夢、サムライスピリッツ剣客指南パック
2010年4月1日配信 春の連続配信第四弾(前編)「オレのロボで遊べッ!」編
プレイゲーム：Carnage Heart EZ
紹介ゲーム：ARMORED CORE PROJECT PHANT ASMA、重装機兵ヴァルケン2、Epica Stella、プロジェクト･ガイアレイ
2010年4月2日配信 春の連続配信第四弾(後編)「オレのロボで遊べッ!」Carnage Heart EZ 対決編
プレイゲーム：Carnage Heart EZ
対戦カード：飯塚 vs 鉄平、飯塚 vs データライブラリ、飯塚 vs 鉄平

### 毎月定期配信

#### 2010年配信分
第5弾 2010年8月30日配信 「終わらない!!あの名作!!」編
プレイゲーム：ファイナルファンタジーIX
紹介ゲーム：ロックマン3 Dr.ワイリーの最期!?、ラングリッサーIV＆V FINAL EDITION、BIOHAZARD3 LAST ESCAPE
第6弾 2010年9月9日配信 「夏を食で乗り越えろ!!」編
プレイゲーム：俺の料理
紹介ゲーム：やきとり娘〜スゴ腕繁盛記〜、焼肉奉行、満福!!鍋家族
第7弾 2010年10月14日配信 「秋の弾避け祭!!開催!?」編
プレイゲーム：怒首領蜂
紹介ゲーム：ZANAC x ZANAC、アインハンダー、Thuder Force Ⅴ Perfect System
第8弾 2010年11月11日配信 「PCエンジン特集!!2010」編
プレイゲーム：ダンジョンエクスプローラーII
紹介ゲーム：でたな!! ツインビー、ビクトリーラン、ニュートピア
第9弾 2010年12月20日配信 「スクウェア・エニックス特集!!」編
プレイゲーム：パラサイト・イヴ2
紹介ゲーム：チョコボレーシング 〜幻界へのロード〜、BRAVE FENCER 武蔵伝、エアガイツ

#### 2011年配信分
第10弾 2011年1月20日配信 「2011年ゲームの旅特集!!」編
プレイゲーム：コナミアンティークス MSXコレクション Vol.1
紹介ゲーム：メモリアル☆シリーズ サンソフト Vol.2、アイレムアーケードクラシックス、イースⅠ･Ⅱ
第11弾 2011年2月22日配信 「武将ブームアーカイブス!」編
プレイゲーム：信長の野望 全・国・版
紹介ゲーム：高2→将軍、SIMPLE1500シリーズ THE 戦国武将 〜天下統一の野望〜、幕末浪漫 月華の剣士
第12弾 2011年3月25日配信 「春一番!!鉄平チョイス」編
プレイゲーム：パペット ズー ピロミィ
紹介ゲーム：超兄貴、ル コンチェルト ピアニシモ、LSD
第13弾 2011年7月6日配信 「爆走!!レースゲーム特集」編
プレイゲーム：デストラクション・ダービー
紹介ゲーム：SIMPLE1500シリーズ Vol.78 THEゼロヨン、デッドヒートロード、RAY TRACERS
第14弾 2011年7月14日配信 「ボンバーマン特集」編
プレイゲーム：ボンバーマン'94
対戦カード：ブルーボンバーズ（3敗1引き） vs. 七転び八百木（3勝1引き）
紹介ゲーム：ボンバーマンランド、ボンバーマン ファンタジーレース、ボンバーマン
第15弾 2011年8月4日配信 「嗚呼！青春の熱血ゲーム！」編
プレイゲーム：甲子園V
紹介ゲーム：わいわい草野球、SIMPLE1500シリーズ Vol.99 THE剣道 ～剣の花道～、みんなのGOLF2
第16弾 2011年8月10日配信 「名作アクションゲーム特集」編
プレイゲーム：サイレントボマー
紹介ゲーム：ロックマン2 Dr.ワイリーの謎、改造町人シュビビンマン、クラッシュ・バンディクー
第17弾 2011年9月8日配信 「夏の終わりのRPG特集!」編
プレイゲーム：クロノ・クロス
紹介ゲーム：グランディア、リトルプリンセス マール王国の人形姫2、弁慶外伝
第18弾 2011年10月13日配信 「リメンバー!格ゲーブーム!!」編
プレイゲーム：御意見無用Ⅱ
紹介ゲーム：スターグラディエイター EPISODE:I FINAL CRUSADE、餓狼伝説 ワイルドアンビション、鉄拳 TEKKEN
第19弾 2011年10月31日配信 「PSストア横断!?ウルトラクイズ!!」編
プレイゲーム：クイズなないろDREAMS 虹色町の奇跡
紹介ゲーム：ときめきの放課後 ねっクイズしよ? PS one Books、SuperLite1500シリーズ クイズマスター ブルー、サラリーマンチャンプ たたかうサラリーマン
第20弾 2011年12月8日配信 「激!硬派!!シミュレーションゲーム!!!」編
プレイゲーム：DESERTED ISLAND
紹介ゲーム：A5 A列車で行こう5、デジタルグライダー エアマン、ポピュラス ザ・ビギニング

#### 2012年配信分
第21弾 2012年1月5日配信 「エクストリームスポーツゲーム!」編
プレイゲーム：COOL BOARDERS 2 Killing Session
紹介ゲーム：ハイパークレイジークライマー、MAX SURFING 2nd、ストリートボーダーズ2
第22弾 2012年2月24日配信 「真冬の夜の凍てつくホラー!」編
プレイゲーム：CLOCK TOWER ～The First Fear～
紹介ゲーム：スプラッターハウス、弟切草 蘇生篇
第23弾 2012年3月28日配信 「ヒーロー(オレ)見参!!」編
プレイゲーム：ライジング ザン ザ・サムライガンマン
紹介ゲーム：ひみつ戦隊メタモルⅤデラックス、The鬼退治!!目指せ!二代目桃太郎、夢幻戦士ヴァリス
第24弾 2012年4月4日配信 「鉄平大地に立つ!」編
プレイゲーム：ARMORED CORE
紹介ゲーム：ヴィークル・キャヴァリアー、CYBERBOTS FULLETAL MADNESS、フロントミッション2
第25弾 2012年4月27日配信 「あの素晴らしい青春をもう一度！」編
プレイゲーム：私立ジャスティス学園 LEGION OF HEROES
紹介ゲーム：'99甲子園、女子高生の放課後...ぷくんパ、後夜祭
第26弾 2012年5月24日配信 「未知との遭遇!?宇宙ゲーム特集!」編
プレイゲーム：アストロノーカ
紹介ゲーム：爆裂商人 宇宙豪商伝、elan plus、SIMPLE1500シリーズ Vol.100 THE宇宙飛行士
第27弾 2012年6月20日配信 「雨の日はみんなでボードゲーム!」編
プレイゲーム：秘・宝・王 ～もうお前とは口きかん!!～
紹介ゲーム：ディオラムス、大江戸風水因果律 花火2、アートカミオン 双六伝
第28弾 2012年7月24日配信 「男のロマン！探索ゲーム特集！」編
プレイゲーム：Neo ATLAS
紹介ゲーム：ミスタードリラー、漂流記、SIMPLE1500シリーズ Vol.28 THE ダンジョン RPG
第29弾 2012年8月27日配信 「これぞクールジャパン!?和風ゲーム特集」編
プレイゲーム：SIREN
紹介ゲーム：SIMPLE1500シリーズ Vol.101 THE 銭湯、じぱんぐ島～運命はサイコロが決める！？～、どすこい伝説
第30弾 2012年9月25日配信 30回達成記念!視聴者リクエスト結果発表!!
プレイゲーム：パネキット
紹介ゲーム：SIMPLE1500シリーズ Vol.56 THE スナイパー、I.Q Intelligent Qube、だんじょん商店会 〜伝説の剣はじめました〜
※第30弾はプレコミュにて視聴者投票を行い、第1位（4票）に輝いたパネキットをプレイした。
第31弾 2012年10月24日配信 「１０月終わりに西洋妖怪がせめてくる！」編
プレイゲーム：悪魔城ドラキュラX月下の夜想曲
紹介ゲーム：SIMPLE1500シリーズ Vol.74 THE ホラーミステリー 〜惨劇館 ケビン伯爵の復活〜、NIGHTMARE CREATURES、ヴァンパイア セイヴァー EXエディション

## 変更点
第2弾 〜
タイトルが『GAME DIGGIN’』から『GAME DIGGIN』に変更された。（"ぷれちゃ"のみ。）
第5弾 〜
あらじ谷塚の肩書は当初の「ファミ通PSP+PS3編集長」から「週刊ファミ通」に変わった。
第7弾 〜
ナレーターを日笠陽子に変更。（鉄平が療養に入った為変更された。）
第10弾 〜
ルパン小島の肩書は当初の「ファミ通WaveDVD 編集長」から「ファミ通WAVE 編集長」に変わった。
第7弾 〜 第10弾
鉄平が療養中だった為、準レギュラーのブンブン丸が電撃赴任した。
その他多数（動画紹介文が変わっていた、内容が少し変わっていた 等）

## 配信ミス・配信延期
- 2009年12月05日配信予定であった　「クリスマス直前!ゲームで女心を学べ!」編にて、チャンネル運営側の事情により動画の公開が遅れてしまった。が、翌日12月6日に配信。
- 2010年8月30日配信している「終わらない!!あの名作!!」編は映像内テロップに誤字があり、修正版を再掲載したため本当の配信日は8月30日以前となる。
- 2010年12月20日18時54分配信した「スクウェア・エニックス特集!!」編では動画タイトルが間違っていたため19時54分に再度配信した。（なお、18時54分配信分は削除済み。）
- 2011年4月21日に発生した不正アクセスに伴うPlayStation Network / Qriocityサービス停止の影響で4月配信分、5月配信分、6月配信分は配信されなかった。なお、7月6日よりPlayStation Network/Qriocityサービスの全面復旧に伴い、当日に第13弾（4月配信分）を配信、8日後に第14弾（5月配信分）を配信した。

- 2012年2月24日配信した「真冬の夜の凍てつくホラー!」編では動画タイトルが間違っていたため修正された。（「真冬の夜の凍てつくホラー!」編ゲーム!」編となっていた。）

## プレゼント
- 2010年4月2日配信、「オレのロボで遊べッ!」Carnage Heart EZ 対決編にて、鉄平と飯塚のCarnage Heart EZのセーブデータが視聴者にプレゼントされた。
- 2012年3月28日配信、「ヒーロー(オレ)見参!!」編にて、「"スタジオ斬"特製Tシャツ」を３名にプレゼントされた。応募方法はPS Storeから「応募券」をダウンロードした方の中から抽選された。
- 2012年4月27日配信、「あの素晴らしい青春をもう一度！」編にて、私立ジャスティス学園 LEGION OF HEROESのキャラクターデータを配信準備するとの予告がされた。後日、ストアニュースメールにてお知らせとダウンロード先アドレスが届いた。
- 2012年8月27日配信、「これぞクールジャパン!?和風ゲーム特集」編にて、当時メディア向けに配ったとされるSIRENのパンフレット（非売品）を５名にプレゼントされた。応募方法はPS Storeから「応募券」をダウンロードした方の中から抽選された。